# Nefoscopi

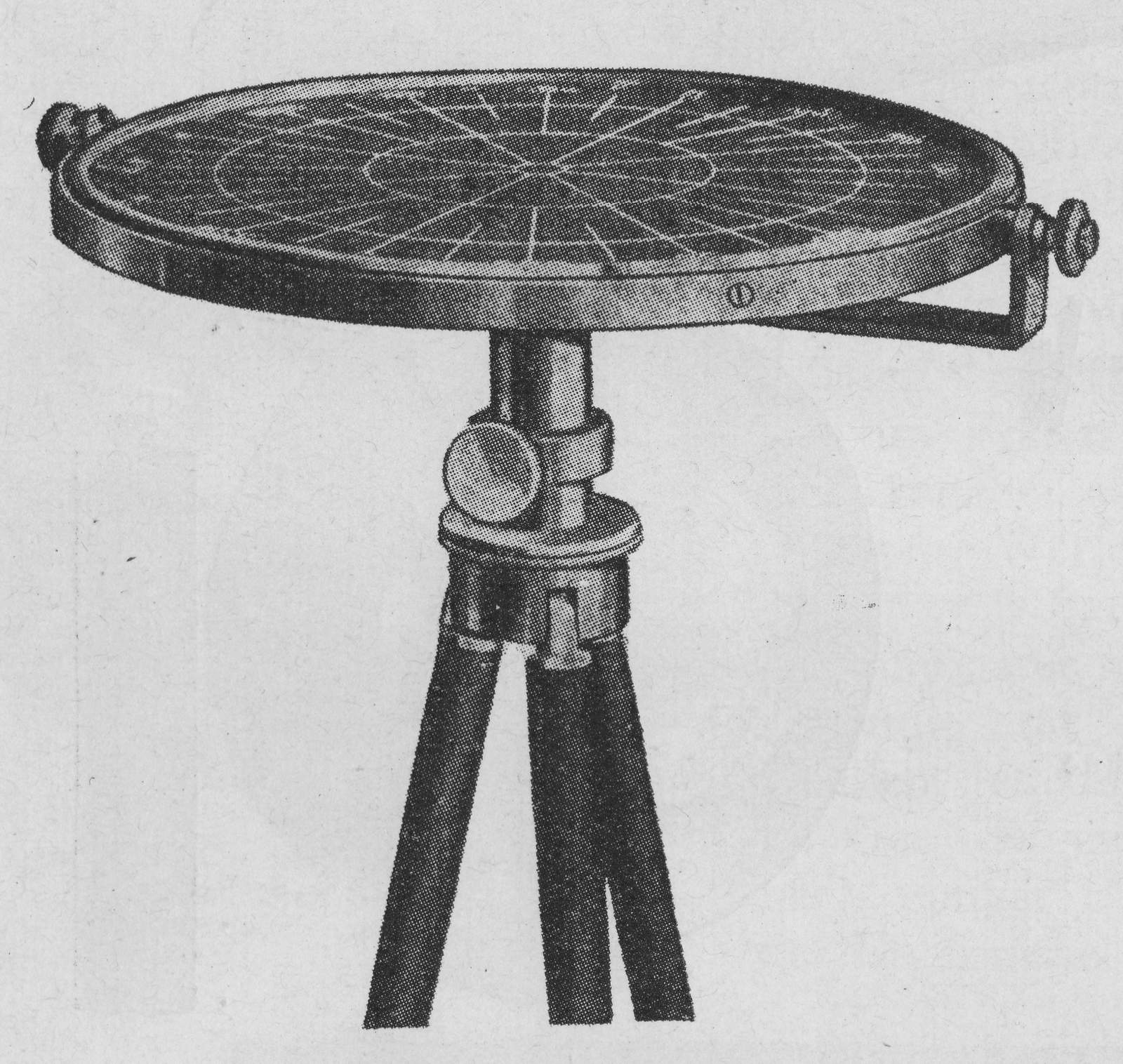
Nefoscopi de graella de 1905.

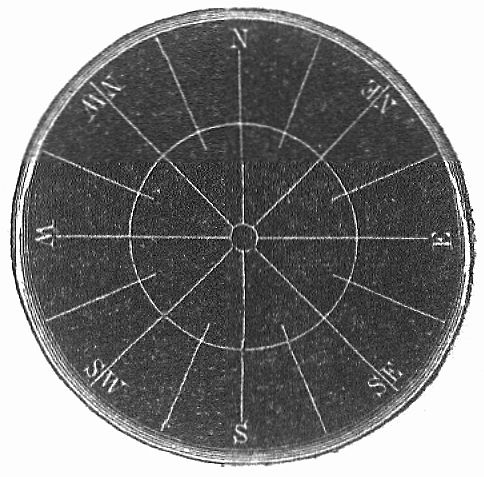
Mirall d'un nefoscopi amb la rosa dels vents marcada.

Un nefoscopi és un instrument meteorològic que permet esbrinar, per observació visual, la direcció de moviment dels núvols i la seva velocitat angular.
Fou inventat pel pare escolapi italià Filippo Cecchi el 1859.
El jesuita Carl Braun va inventar un altre tipus de nefoscopi el 1865.

## Descripció
El nefoscopi de Filippo Cecchi constava d'un cercle de metall amb la rosa dels vents marcada a la vora. Al centre del disc hi havia un mirall giratori. El conjunt disc de metall/mirall reposava sobre tres visos regulables. A la vora del disc hi havia una pínula amb un cercle graduat per a apuntar els núvols observats. El cercle de la pínula permetia mesurar l'angle determinat per l'elevació dels núvols.

## Variants
- Nefoscopi de Besson. Anomenat de pinta.[8][9][10]
- Nefoscopi de mirall. Ideat per Carl Gottfrid Fineman.[11][12]
- Nefoscopi de graella, xarxa o retícula.[13]
- Nefoscopi de Mikhail Pomortsev (1894).[14]